# Weltita
«Weltita» (estilizado como WELTiTA) es una canción del cantante puertorriqueño Bad Bunny y el grupo puertorriqueño Chuwi. Es el quinto sencillo de su sexto álbum de estudio Debí tirar más fotos, lanzado el 5 de enero de 2025 bajo la discográfica Rimas Entertainment.

## Lanzamiento
El tracklist de Debí tirar más fotos fue revelado el 3 de enero de 2025, siendo «Weltita» el quinto sencillo del álbum. El tema fue lanzado el 5 de enero del mismo año.
Su visualizer fue publicado junto al resto del álbum y consiste en una presentación de diapositivas sobre la colonización de Puerto Rico.

## Composición
«Weltita» es una canción de estilo hip hop latino y plena. Es una de las cuatro colaboraciones con artistas puertorriqueños del álbum Debí tirar más fotos. Contiene una interpolación de la canción «La Flaca» de Jarabe de Palo, concretamente en un verso en el que dice “Por un beso de la flaca yo daría lo que fuera”.

## Posicionamiento en listas
| Lista (2025)                | Mejor posición |
| --------------------------- | -------------- |
| Argentina (CAPIF)           | 6              |
| Bolivia (Billboard)         | 4              |
| Bolivia (Monitor Latino)    | 13             |
| Chile (Monitor Latino)      | 14             |
| Chile (Billboard)           | 7              |
| Colombia (Billboard)        | 7              |
| Costa Rica (Monitor Latino) | 15             |
| Costa Rica (FONOTICA)       | 6              |
| Ecuador (Monitor Latino)    | 18             |
| Ecuador (Billboard)         | 7              |
| Francia (SNEP)              | 77             |
| Grecia (IFPI)               | 66             |
| Italia (FIMI)               | 60             |
| Luxemburgo (Billboard)      | 25             |
| Mexico (Billboard)          | 15             |
| Panamá (Monitor Latino)     | 13             |
| Paraguay (Monitor Latino)   | 6              |
| Perú (Billboard)            | 6              |
| Portugal (AFP)              | 14             |
| España (PROMUSICAE)         | 7              |
| Uruguay (Monitor Latino)    | 15             |
| Uruguay (CUD)               | 9              |